# Прапор Локачинського району
Пра́пор Ло́качинського райо́ну затверджений 23 січня 2001 року сесією Локачинської районної ради двадцять третього скликання.

## Опис
Прапор району — прямокутне полотнище із співвідношенням сторін 2:3. По горизонталі розділене на дві великі смуги. Верхня частина червона, з лівого боку білий лапковий хрест (розмах рамен — 1/4 довжини прапора). Нижня частина — зелена, тобто стилізація родючості земель Локачинського району.
Автор проекту герба і прапора Локачинського району — Іван Хамежук.